# James Franciscus

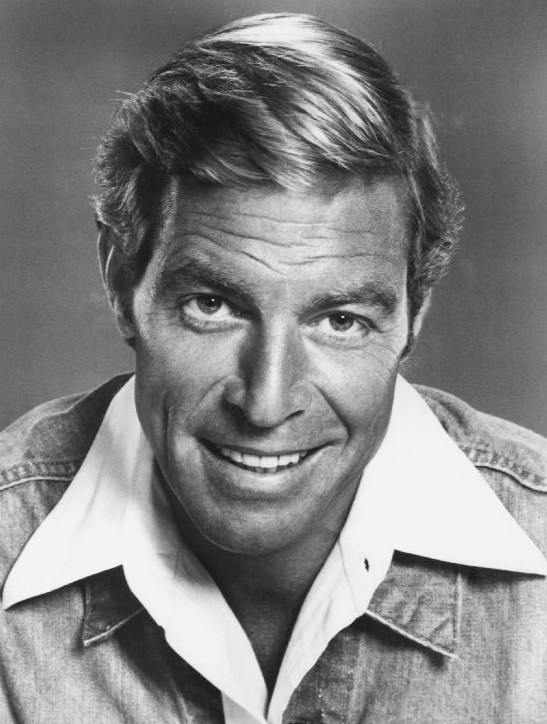
James Franciscus (1977)

James Grover Franciscus (* 31. Januar 1934 in Clayton, Missouri; † 8. Juli 1991 in North Hollywood, Kalifornien) war ein US-amerikanischer Filmschauspieler und Filmproduzent.

## Leben
James Franciscus war der ältere von zwei Söhnen von John Dennis Franciscus († 1942) und dessen Frau Charlotte Loraine (geb. Grover); der Name seines Bruders war John Allen Franciscus. Franciscus verlor seinen Vater in jungen Jahren, als dieser, als Pilot der United States Air Force, im Zweiten Weltkrieg ums Leben kam.
Goey – so lautete sein Spitzname – schloss 1957 sein Studium in Englisch und Theaterwissenschaften an der Yale University mit magna cum laude ab. Im selben Jahr gab er auch sein Filmdebüt im Kriminalfilm Four Boys and a Gun. Im Laufe der Jahre wirkte Franciscus in zahlreichen Spielfilmen und Fernsehserien mit. Seinen Bekanntheitsgrad steigerte er vor allem mit seinen Serienrollen als Detective Jimmy Halloran in 39 Folgen der Krimiserie Gnadenlose Stadt und in der Hauptrolle des John Novak – eines jungen, idealistischen Highschool-Lehrers – in der zwischen 1963 und 1965 erstausgestrahlten Serie Mr. Novak. 1965 wurde Franciscus für seine Darstellung des Mr. Novak für den Golden Globe Award nominiert. Gastrollen hatte er in dieser Zeit auch in Fernsehserien wie Twilight Zone, The F.B.I., Alfred Hitchcock Presents und Westlich von Santa Fé.
Eine seiner bekanntesten Rollen spielte Franciscus 1970 in dem Science-Fiction-Film Rückkehr zum Planet der Affen als Astronaut Brent. Aber auch 1973 machte er mit der Verfilmung des Romans Die Möwe Jonathan auf sich aufmerksam, in der er allerdings nur als Stimme im Off präsent war. Weitere wichtige Kinorollen hatte er mit der Hauptrolle in dem Western Gwangis Rache (1969) und an der Seite von Karl Malden in dem Giallo Die neunschwänzige Katze (1971) unter Regie von Dario Argento.
Kampfkunst-Anhänger kennen Franciscus als Privatdetektiv Mike Longstreet aus der gleichnamigen Fernsehserie, die 1971 und 1972 auf ABC lief. In vier Folgen tritt Bruce Lee als Antiquitätenhändler auf, der Longstreet in die Kampfkunst und deren Philosophie einweist. Im Verlaufe der nächsten 15 Jahre übernahm Franciscus größere Rollen in B-Movies, Fernsehfilmen und eher kurzlebigen Fernsehserien. Mitte der 1980er-Jahre zog er sich aus dem Filmgeschäft zurück.

### Privates
James Franciscus war zweimal verheiratet. Am 28. Mai 1960 heiratete er Kathleen Kent Wellman (1939–2019), Tochter des Regisseurs William A. Wellman. Mit ihr hatte er vier Töchter, Jamie, Kellie, Corie und Jolie. Nach seiner Scheidung im Jahr 1979 heiratete er 1980 Carla Deen Ankney. Mit ihr zog er sich die letzten sechs Jahre seines Lebens auf seine Farm im San Fernando Valley zurück.
Franciscus war ein sozial engagierter Mensch, der Mitte der 1970er Jahre einen Tennisclub für Prominente gründete. Die Eintrittsgebühr ging an eine Stiftung, die es sich zum Ziel gesetzt hatte, multiple Sklerose zu erforschen. An dieser Krankheit war Franciscus’ Mutter verstorben. Franciscus selbst starb im Alter von 57 Jahren an einem Emphysem.

## Filmografie (Auswahl)
- 1956: Am Rande der Straße (Four Boys and a Gun)
- 1958–1959: Gnadenlose Stadt (Naked City) (Fernsehserie, 39 Folgen)
- 1960: Der Außenseiter (The Outsider)
- 1963: Flucht der weißen Hengste (Miracle of the White Stallions)
- 1963: Ein Mann kam nach New York (Youngblood Hawke)
- 1963–1965: Mr. Novak (Fernsehserie, 60 Folgen)
- 1968: Schatten über Elveron (Shadow Over Elveron) (Fernsehfilm)
- 1969: Gwangis Rache (The Valley of Gwangi)
- 1969: Verschollen im Weltraum (Marooned)
- 1970: Hellboats – Grüße aus der Hölle (Hell Boats)
- 1970: Rückkehr zum Planet der Affen (Beneath the Planet of the Apes)
- 1971: Entführt (Kidnapped)
- 1971: Die neunschwänzige Katze (Il gatto a nove code)
- 1971–1972: Longstreet (Fernsehserie, 23 Folgen)
- 1973: Die Möwe Jonathan (Jonathan Livingston Seagull)
- 1973–1974: Doc Elliott (Fernsehserie, 15 Folgen)
- 1975: Ein Mädchen, ein Muli und Omas Whisky (A Girl Named Sooner)
- 1976: Mit Dobermännern spaßt man nicht (The Amazing Dobermans)
- 1976–1977: Hunter (Fernsehserie, 13 Folgen)
- 1977: Black Tiger (Good Guys Wear Black)
- 1977: Der große Grieche (the Greek Tycoon)
- 1978: Reeker (Puzzle)
- 1979: Piranhas II – Die Rache der Killerfische (Killer Fish)
- 1979: Das Concorde Inferno (Concorde Affaire '79)
- 1979: Stadt in Flammen (City on Fire)
- 1980: Nightkill
- 1980: Der Tag, an dem die Welt unterging (When Time Ran Out…)
- 1981: The Last Jaws – Der weiße Killer (L'ultimo squalo)
- 1981: Das Leben der Jacqueline Kennedy (Jacqueline Bouvier Kennedy) (Fernsehfilm)
- 1982: Butterfly – Der blonde Schmetterling (Butterfly)
- 1985: Sexpionage (Secret Weapons) (Fernsehfilm)